# استشارات الموارد البشرية
صناعة استشارات الموارد البشرية تعنى بمهام وقرارات إدارة الموارد البشرية.
يقترح خبير استشاري الموارد البشرية حلولا استنادا إلى الخبرة والمعرفة ويساعد في تنفيذها. يعد هذا الدور شائعا جدا في استشارات مقارنة المعلومات وتصميم الاستشارات (يرجى الاطلاع على أمثلة على الممارسات التصميمية الفعلية في القسم التالي أدناه).
يساعد استشاري العمليات / الأشخاص في البحث عن حلول باستخدام أساليب تسهل وتعزز إبداع الشركة العميلة بحيث تكون قادرة على تنفيذ الحلول بنفسها. يتم تجسيد هذا الدور تقليديا من خلال استشارات تطوير المنظمات والتغيير.

## المجالات الأساسية في ممارسة الاستشارات في مجال الموارد البشرية
فيما يلي المجالات الأساسية التي تستند إليها معظم شركات استشارات الموارد البشرية:
الاندماج المهني: قياس مستويات الاندماج المهني للموظفين من خلال الاستبيانات والمقابلات وتحديد وتحسين الأداء في مجال الاندماج المهني والاحتفاظ بالموظفين. على الرغم من أن هذا المجال في استشارات الموارد البشرية يكون بالضرورة شاملا حيث يشمل استراتيجية المكافآت الشاملة وإدارة أداء الموظفين وتحويل القيادة وتصميم هيكل المنظمة يتوفر لدى معظم الشركات تخصصات مستقلة متخصصة.
التعويضات: تصميم وإدارة برامج التعويضات المتعلقة بالراتب الأساسي والمكافآت وخطط الأسهم. تقييم المناصب وبناء هياكل الرواتب وخطط المكافآت وخطط الأسهم للعملاء هي أمور شائعة. وغالبا ما تستند التخصصات إلى أنواع الموظفين (مثل استشاريي التعويضات التنفيذية واستشاريي تعويضات المبيعات).
فوائد الموظفين: تحسين تصميم وإدارة خطط المزايا (بما في ذلك المزايا ذات الصلة بالصحة) من خلال تقييم القدرة التنافسية وفعالية خطط المزايا (التحليلات والتصميم) وكفاءة التكلفة وجودة الموردين (السمسرة).
المحاسبة التأمينية والتقاعد: تقديم خدمات المحاسبة والإدارة لإدارة تكاليف وفاعلية برامج التقاعد بما في ذلك خطط الفائدة المحددة وخطط المساهمة المحددة.
الاندماج والاستحواذ: إجراء الاستدلال الرأسمالي البشري وتنسيق وإدارة الأنشطة المتعددة التخصصات أثناء التنفيذ بما في ذلك أنظمة الرواتب وتكنولوجيا نظام إدارة الموارد البشرية. مواءمة ثقافات المنظمات وأساليب العمل أثناء عملية الاندماج بعد الاستحواذ.
تنقل المواهب: توفير الرؤية والتنفيذ للمغتربين الدوليين بالكامل (عادة للمديرين التنفيذيين) أو محليا بالإضافة إلى المحليين الإضافيين (المغتربين ذوي الحزم الجزئية) ابتداء من دليل المعلومات قبل الانتقال وصولا إلى برنامج إدارة المغتربين بعد الانتقال.
قد تشمل الخدمات الأخرى أيضا الاستشارة القانونية والمبادرات العالمية واستشارات الاستثمار وتنفيذ تكنولوجيات الموارد البشرية لتسهيل إدارة رأس المال البشري.

## الشركات في هذا المجال
تختلف شركات استشارات الموارد البشرية في نطاق خدماتها وأحجامها حيث ينفصل العديد من الاستشاريين والأكاديميين لتشكيل ممارساتهم الخاصة. في عام 2007 كانت هناك 950 شركة استشارات في مجال الموارد البشرية على مستوى العالم مما يشكل سوقا بقيمة 18.4 مليار دولار أمريكي.
بحلول عام 2015 تم الإشارة إلى أن كورن فيري وميرسر وتاورز واتسون وأون هيويت وباك كونسلتانتس هم أكبر شركات الاستشارات في مجال الموارد البشرية. على الرغم من أن الشركات الكبرى والشركات الأربع الكبار قد لا تمتلك أكبر ممارسة للاستشارات في مجال الموارد البشرية إلا أن بعضها معروف بأنه من بين أفضل الشركات في هذا المجال. وفقا لـ Vault.com وهو موقع يوفر معلومات مهنية حسب الصناعة وحسب شركات فورتشن 1000 فإن أفضل 10 شركات استشارات في مجال الموارد البشرية للعمل فيها في عام 2023 هي على النحو التالي:
| الترتيب | الشركة                  |
| ------- | ----------------------- |
| 1       | ديلويت                  |
| 2       | كورن فيري               |
| 3       | ميرسر                   |
| 4       | مجموعة بوسطن الاستشارية |
| 5       | أكسنتشر                 |
| 6       | باين آند كومباني        |
| 7       | ويليس تاورز واتسون      |
| 8       | كيه بي إم جي            |
| 9       | إرنست ويونغ             |
| 10      | برايس ووتر هاوس كوبرز   |

## المؤهلات والشهادات
يتمتع العديد من استشاريي الموارد البشرية بمؤهلات أو شهادات متخصصة، مثل:
- المحاسبة: ACCA، CA، CPA، CCA
- التأمين: EA، ASA، FSA، MAAA، FIA، FIAA، FFA
- التعليم: ماجستير العلوم في إدارة الموارد البشرية / علم نفس التنظيم الصناعي، ماجستير إدارة الأعمال، دكتوراه في إدارة الأعمال، DBA، J.D.
- التمويل: CFA
- الاستشارات العامة: CMC
- استشارات الموارد البشرية: عضو أو زميل في المعهد الملكي للتنمية الشخصية (Assoc. CIPD أو FCIPD)، زميل في المعهد الأسترالي للموارد البشرية (FAHRI)، مستشار معتمد في الموارد البشرية (CHRC)، محترف في الموارد البشرية (PHR)، SPHR، GPHR من قبل HRCI، الولايات المتحدة، SHRM-CP أو SHRM-SCP من قبل SHRM، الولايات المتحدة
- الصحة والفوائد: CEBS، CBP
- التعويضات: CCP (محترف معتمد في التعويضات)
- الموارد البشرية: SHRM (الولايات المتحدة)، PHR و SPHR (كندا)، FCIPD، MCIPD، PGDHR، DHR (المملكة المتحدة)، مسجل موظف توظيف محترف (RPR) (كندا)، CIPM (نيجيريا)
- العلوم: سلوك (علم النفس)